# Pillow of Death
Strange Confession – amerykański film grozy z 1945 roku. Film jest adaptacją słuchowiska radiowego.

## Obsada[1]
- Lon Chaney Jr. - Wayne Fletcher
- Brenda Joyce - Donna Kincaid
- J. Edward Bromberg - Julian Julian
- Rosalind Ivan - Amelia Kincaid
- Clara Blandick - Belle Kincaid
- George Cleveland - Sam Kincaid
- Wilton Graff - McCracken
- Bernard Thomas - Bruce Malone